# 4676 Уедасейдзі
4676 Уедасейдзі (4676 Uedaseiji) — астероїд головного поясу, відкритий 16 вересня 1990 року.
Тіссеранів параметр щодо Юпітера — 3,504.
Названо на честь астронома-аматора Уеди Сейдзі (яп. うえだ・せいじ(上田清二) уеда сейдзі).